# Estadio Regional de Antofagasta
Het Estadio Regional Calvo y Bascuñán de Antofagasta is een voetbalstadion in Antofagasta, dat plaats biedt aan 21.178 toeschouwers. De bespeler van het stadion is CD Antofagasta. Het stadion werd geopend in 1964 en de architect was de Chileen Mario Recordón. In 2015 werd het stadion uitgekozen als een van de negen stadions op de Copa América.

## Interlands
| № | Datum           | Wedstrijd          | Uitslag | Competitie        | Toeschouwers |
| - | --------------- | ------------------ | ------- | ----------------- | ------------ |
| 1 | 14 oktober 2014 | Chili – Bolivia    | 2 – 2   | Vriendschappelijk |              |
| 2 | 13 juni 2015    | Uruguay – Jamaica  | 1 – 0   | Copa América 2015 | 8.653        |
| 3 | 17 juni 2015    | Paraguay – Jamaica | 1 – 0   | Copa América 2015 | 6.099        |

Estadio Regional de Antofagasta (Antofagasta) · Estadio La Portada (La Serena) · Estadio Sausalito (Viña del Mar) · Estadio Elías Figueroa Brander (Valparaíso) · Estadio Nacional (Santiago) · Estadio Monumental David Arellano (Santiago) · Estadio El Teniente (Rancagua) · Estadio Municipal de Concepción (Concepción) · Estadio Municipal Germán Becker (Temuco)